# فنومورفان
فنومورفان (انگلیسی: Phenomorphan) نوعی مسکن اوپیوئیدی است که در حال حاضر کاربرد پزشکی ندارد.